# Pieriemiotnoje
Pieriemiotnoje (kaz. Перемётное; ros. Перемётное) – wieś w północno-zachodnim Kazachstanie, w obwodzie zachodniokazachstańskim, w rejonie Bäjterek, nad rzeką Derköl. W 2009 roku liczyła ok. 4,3 tys. mieszkańców.
Leży 34 kilometry na zachód od Uralska. W miejscowości znajduje się stacja kolejowa. Przez wieś przebiega droga R-93.